# Anicia Iuliana

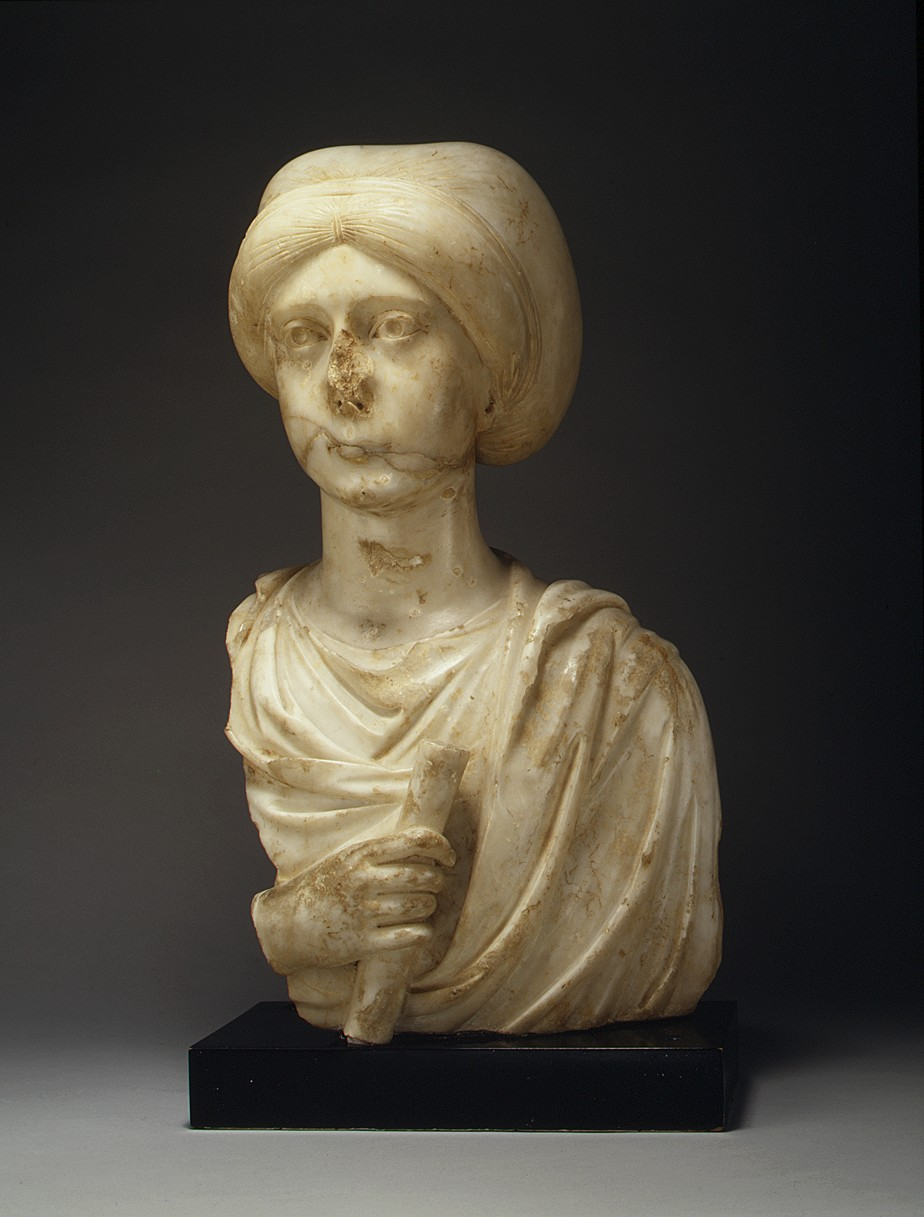
Anicia Iuliana (Zuordnung unsicher).

Anicia Iuliana – auch Juliana Anicia und Anikia Juliania – (* um 460; † vor 532) war eine einflussreiche römische Aristokratin während der ausgehenden Spätantike.
Obwohl ein Großteil des gewaltigen Grundbesitzes ihrer Familie in der westlichen Reichshälfte lag, wurde Iuliana in Konstantinopel geboren. Sie war von kaiserlichem Geblüt: Nicht nur war ihr Vater Anicius Olybrius 472 bis zu seinem frühen Tod einige Monate lang Kaiser des Westreiches gewesen, sondern ihre Mutter Placidia war zudem die Tochter des Kaisers Valentinian III. Iulianas Urgroßväter waren der oströmische Kaiser Theodosius II. und der weströmische Kaiser Constantius III., und auch von den Kaisern Arcadius, Theodosius I. und Valentinian I. stammte sie in direkter Linie ab. Sie gehörte zugleich (wie ihr Zeitgenosse Boëthius oder später vermutlich Gregor der Große) zum Adelsgeschlecht der Anicii, das seine Wurzeln bis in die Römische Republik zurückführte. Iuliana zählte somit zu den reichsten und einflussreichsten Frauen ihrer Zeit. 
479 sollte sie nach dem Willen des damaligen Kaisers Zeno den Goten Theoderich den Großen heiraten, doch die Ehe kam nicht zustande. Stattdessen wurde sie die Gemahlin des mächtigen Generals Areobindus, der 512 fast zum Gegenkaiser in Ostrom ausgerufen worden wäre, und ihr Sohn Olybrius, der bereits als Kind 491 Konsul war, heiratete Eirene, eine Nichte des Kaisers Anastasius. Wie es von einer Aristokratin ihres Ranges erwartet wurde, agierte Iuliana als Mäzenin der Künste und Wissenschaften, zudem ließ sie zahlreiche öffentliche Bauten und Kirchen errichten. Besonders in Konstantinopel übertraf sie in dieser Hinsicht manchen Kaiser. Die prächtige, von ihr finanzierte (aber heute bis auf wenige Reste zerstörte) Polyeuktoskirche war bis zum Bau der neuen Hagia Sophia durch Justinian einige Jahre lang der größte Sakralbau in der Hauptstadt. Darüber hinaus setzte sich Anicia Iuliana für die Umsetzung der umstrittenen Beschlüsse des Konzils von Chalkedon ein. Sie nahm aktiv an den kirchlichen Friedensverhandlungen teil, die in der Aufhebung des Akakianisches Schismas im April 519 gipfelten.
Iuliana trug den hohen Ehrentitel patricia und zudem als einzige Frau ihrer Zeit die Bezeichnung nobilissima, die nur Kaisertöchtern zustand; sie kann als Beispiel dafür dienen, dass die spätrömische Senatsaristokratie auch nach der Reichsteilung von 395 ein Bindeglied zwischen Ost und West darstellte. Sie starb in den ersten Regierungsjahren Justinians, den sie aufgrund seiner Herkunft aus einer einfachen Bauernfamilie wohl nicht als ebenbürtig ansah.

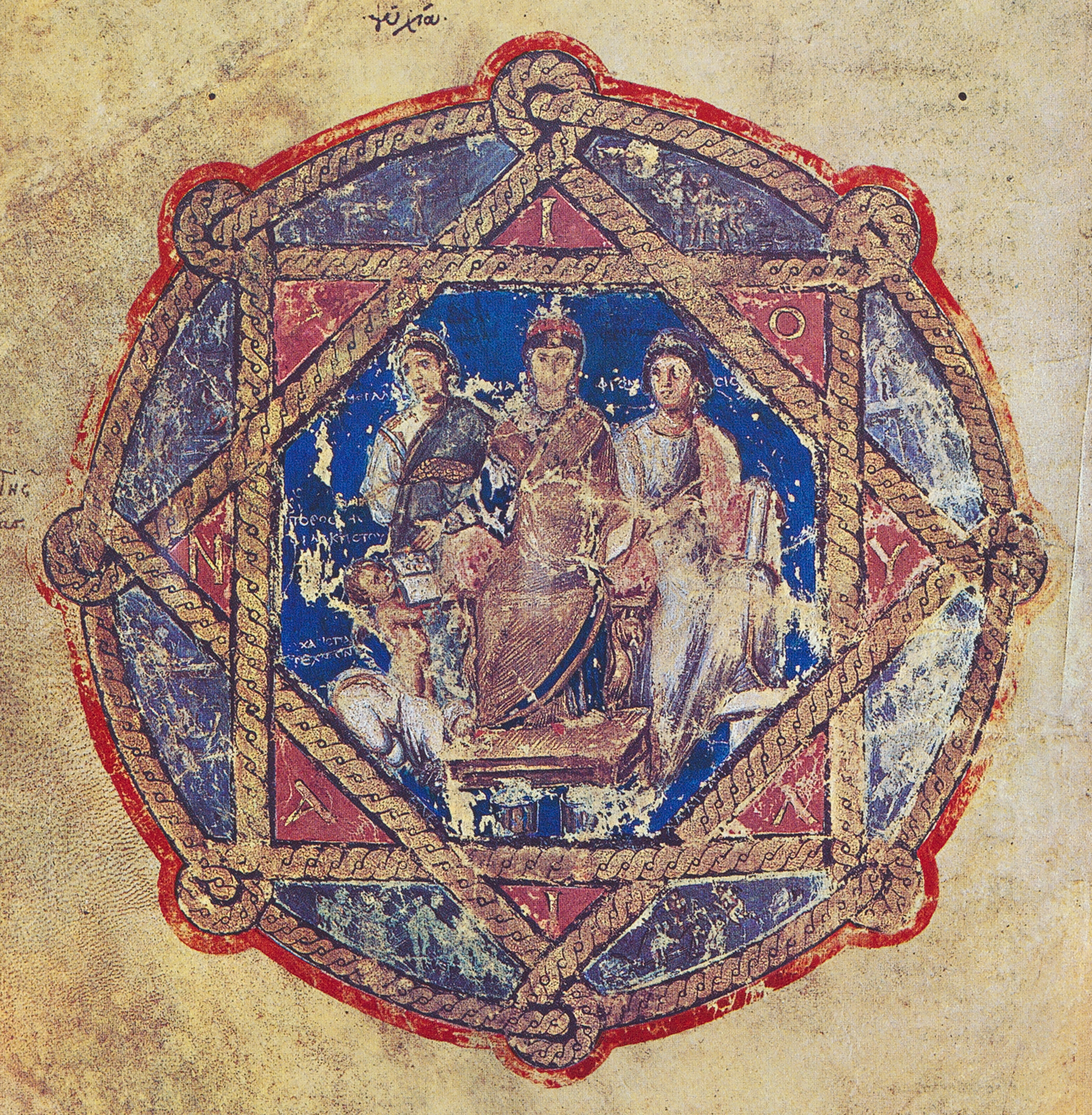
Widmungsbild im Anicia-Codex: Prinzessin Anicia Iuliana allegorisch flankiert von Großherzigkeit und Klugheit

Nach Anicia Iuliana ist die ihr geschenkte illustrierte Ausgabe von De Materia medica des Pedanios Dioskurides als Anicia-Codex benannt.